# Atholus nitidissimus
Atholus nitidissimus är en skalbaggsart som beskrevs av Desbordes 1925. Atholus nitidissimus ingår i släktet Atholus och familjen stumpbaggar. Inga underarter finns listade i Catalogue of Life.